# 沙土卷管螺
沙土卷管螺（学名：Paradrillia inconstans），是新腹足目卷管螺科Paradrillia属的一种。主要分布于台湾，常栖息在浅海沙底。